# Butil
În chimia organică, butil este o grupă alchil formată din patru atomi de carbon, cu formula chimică –C
4H
9. Există mai multe forme izomere.

## Nomenclatură
| Formulă structurală | Denumire comună | Denumire IUPAC preferată | Nume sistematic (vechi) | Denumire alternativă |
| ------------------- | --------------- | ------------------------ | ----------------------- | -------------------- |
|                     | n-butil         | butil                    | butil                   | butan-1-il           |
|                     | sec-butil       | butan-2-il               | 1-metilpropil           | butan-2-il           |
|                     | izobutil        | 2-metilpropil            | 2-metilpropil           | 2-metilpropan-1-il   |
|                     | terț-butil      | terț-butil               | 1,1-dimetiletil         | 2-metilpropan-2-il   |

## Exemple
Mai jos se regăsesc formulele de structură ale celor patru izomeri ai acetatului de butil:
| acetat de n-butil | acetat de sec-butil | acetat de izobutil | acetat de terț-butil |
| acetat de n-butil | acetat de sec-butil | acetat de izobutil | acetat de terț-butil |